# Бойченко, Борис Михайлович
Борис Михайлович Бойченко (7 августа 1938, Новосибирск — 12 ноября 2019, Днепр) — советский и украинский ученый в области металлургии. Доктор технических наук, профессор. Академик АН ВШ Украины с 1994.

## Биография
Родился в Новосибирске . Окончил Днепропетровский металлургический институт (1960). Кандидат технических наук (1969), старший научный сотрудник (1972), доцент (1979), доктор технических наук (1991), профессор (1991). С 1991 г. — заведующий кафедры металлургии стали Национальной металлургической академии Украины (Днепропетровск).
Научные разработки — в области ресурсозаощаджуючих технологий получения высокочистых сталей, использование сверхвысокочастотной техники контроля и измерений в металлургии, применение принципиально новых огнеупоров в сталеплавильных агрегатах. Разработал и экспериментально подтвердил оригинальную теорию растворения твердых материалов в жидких фазах сталеплавильных ванн. Создал и внедрил в производство комплекс энергосберегающих технологий с уменьшенными затратами жидкого чугуна.

## Научные достижения
Автор 400 научных работ, из них — 9 монографий и учебников, 80 авторских свидетельств на изобретения и патентов в развитых странах мира. Издал монографии «Тепловая работа кислородных конвертеров», «Металлолом в шихте кислородных конвертеров»; учебники «Конвертерное производство стали» (2004, 2006), «Сталеплавильное производство» (1996); учебные пособия «Защита окружающей среды» (2004), «Теория и практика позаагрегатной обработки чугуна» и др. Подготовил 12 кандидатов и докторов наук.
Стал инициатором интеграционных связей в педагогической деятельности с Королевской высшей технической школой (г. Стокгольм, Швеция). Участвует в развитии контактов в педагогической деятельности с Техническим университетом «Фрайбергська горная академия» (г. Фрайберг, Германия), Горно-металлургической академией (г. Краков, Польша), Аньшанським металлургическим институтом (г. Аньшань) и Северо-Восточным университетом в м. Шэньян (Китай).
Член-корреспондент Инженерной академии Украины (1995). Член редколлегий журналов «Теория и практика металлургии» и «Металл и литье Украины». Председатель отраслевого секции центрального правления Научно-технического общества металлургов Украины (1991), член Межведомственной научно-технического совета при НАН Украины по проблемам внепечной обработки и непрерывной разливки стали (2005), «Converter production of steel» (2008).

## Звания и награды
Отличник образования Украины (1999). Лауреат премии Совета Министров СССР (1991). Лауреат Награды Ярослава Мудрого АН ВШ Украины (1996). Заслуженный работник образования Украины (2013).